# Alborz

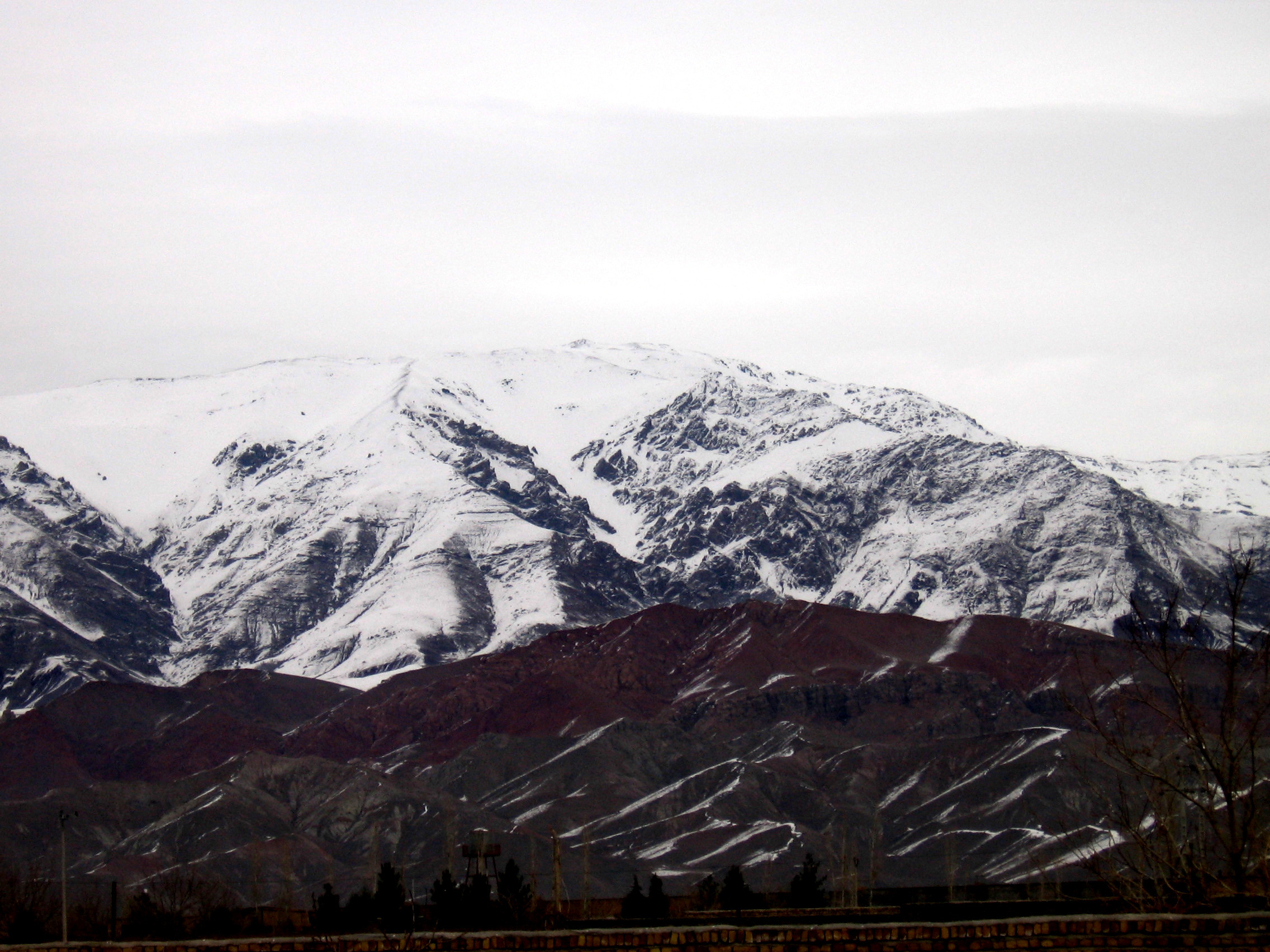
A Binalud, Horászán legmagasabb csúcsa

Az Alborz (perzsául البرز, más átírásokban Alburz vagy Elburz) hegység Irán északi részében.

## Földrajz
Északnyugatról az örmény határtól a Kaszpi-tenger déli részéig nyúlik – itt található az iráni főváros és az ország legmagasabb hegye, a Damávand (5610 méter) –, illetve keleten Türkmenisztán és Afganisztán határvidékéig. A 60-130 kilométer szélességben elnyúló hegység természetes határt képez a Kaszpi-tenger déli vidéke és a Kazvin-Teheráni fennsík között. A hegyek üledékes kőzetrétegekből állnak, amelyek a felső devon és az oligocén korszakok közt jöttek létre. Anyaguk főleg jura kori mészkő gránit magra rétegződve. Az Alborz kitüntetett szerepet élvez Irán történelmi szövegeiben, mint a Sáhnáme, és a perzsa mitológiában. Zarathustra követői (zoroasztristák) szerint a Pesotan nevű, a kereszténység és a zsidók Messiásához hasonló alak lakóhelye.
Havas lejtőin sok a kiváló síelőhely. A fontosabb sícentrumok: Dizin, Semsak, Tokhal és Darbandszar.
Az Alborz nem keverendő össze a kaukázusi Elbrusz heggyel, amelynek neve szintén a perzsa mitológia legendás Harā Bərəzaitī hegyének nevéből származik.

## Az Alborz hegyei, csúcsai és látványosságai
- Damávand
- Tokhal hegy
- Tange Szavasi szoros, turistalátványosság
- Alam Kuh
- Alamut
- Dizin

## Noé bárkájaaz Alborzban?

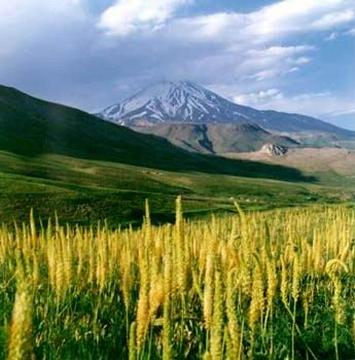
A Damávand, Irán legmagasabb hegye

2006 júniusában vallásos tudósok egy csoportja, akiket Bob Cornuke vezetett, azt állította, hogy Teherántól északnyugatra, az Alborz hegyein rátaláltak Noé bárkájára. Az expedíció tagjai arról számoltak be, hogy nagy, megkövesedett fából álló tárgyra találtak. A csoportnak nem volt geológus és régész tagja.